# Giovanni Antonio Pagliacciù della Planargia
Giovanni Antonio (Lorenzo Efisio Nicolò Raffaele Sismondo Raimondo) Pagliacciù (o Paliacio o Paliacciù) della Planargia (Cuglieri, 26 gennaio 1793 – Cuglieri, 24 novembre 1860) è stato un militare e politico italiano, senatore del Regno di Sardegna.

## Biografia
Giovanni Antonio era figlio di Ignazio Pagliacciù della Planargia, conte di Sindia, e della nobildonna Maria Imbenia Borro, di origini spagnole.
Nativo della Sardegna, decise di recarsi in Piemonte per incominciare la propria carriera militare nell'esercito, prendendo parte alle guerre della settima coalizione antinapoleonica nel 1815.
Al termine degli scontri venne ammesso a corte come gentiluomo di corte dopo la sua nomina a luogotenente generale. Nel 1841 ebbe la nomina a governatore di Novara. Nel 1842 divenne governatore della Savoia e l'anno successivo venne trasferito al governatorato di Genova ove rimase sino allo scoppio della prima guerra d'indipendenza italiana.
Divenuto generale e primo scudiero del re Carlo Alberto di Savoia, venne nominato governatore di Torino. Al termine del conflitto venne nominato marchese della Planargia e senatore del Regno di Sardegna.
Si spense nel 1860.